# Roman Steinberg
Roman Steinberg, 1938-tól Roman Kivimägi (Masszu, 1900. április 5. – Tallinn, 1939. május 30.) olimpiai bronzérmes észt birkózó.

## Pályafutása
A birkózást a Tallinni Gárda sportosztályán kezdte, majd a Sport sportegyesületnél folytatta Robert Oksa finn edző tanítványaként. 1921 és 1923 között sorozatban háromszor lett észt bajnok.
Az 1924-es párizsi olimpián kötöttfogás kisközépsúlyban bronzérmes lett. Az első fordulóban Györgyei Ferencet győzte le, míg a második fordulóban erőnyerő volt. A harmadik fordulóban a csehszlovák František Pražskýt, a negyedikben a francia Jean Domast búcsúztatta. Meglepetésre az ötödik fordulóban kikapott az olasz Giuseppe Gorlettitől. A hatodik fordulóban az osztrák Viktor Fischer legyőzésével szerezte meg az olimpiai harmadik helyet.
Később profi birkózó lett Finnországban és Svédországban, majd motorcsónakvezetőként dolgozott a Balti-tengeren. 1939. május 30-án Tallinnban hunyt el tuberkulózis következtében. A Belvárosi temetőben temették el.

## Sikerei, díjai
- Olimpiai játékok – kötöttfogás, 75 kg
  - bronzérmes: 1924, Párizs
- Észt bajnokság – kötöttfogás[2]
  - bajnok (3): 1921 (középsúly), 1922, 1923 (félnehézsúly)
  - 2. (2): 1924, 1925